# Megamania
Megamania é um jogo eletrônico desenvolvido por Steve Cartwright e publicado pela Activision em 1982 para o console Atari 2600. O game foi portado em 1983 por Glyn Anderson para o Atari 8-bit family e o Atari 5200.
Um dos mais conhecidos jogos de tiro para o Atari 2600, no qual o player controla uma nave que se movia por toda a parte inferior da tela. No alto, diversos tipos de naves inimigas atiravam e desciam vagarosamente na direção da nave do jogador. Jogo feito para apenas 1 jogador.
Megamania é semelhante ao jogo de arcade da Sega "Astro Blaster". Ambos os jogos têm padrões quase idênticos de aproximação de inimigos, com o player contando com um medidor de "energia". As naves do player são notavelmente semelhantes nos dois jogos.
A banda The Tubes apresentou uma música tema do Megamania em um comercial de televisão de 1982 anunciando a versão Atari 2600 do jogo.

## Desenvolvimento
Steve Cartwright levou seis meses para se desenvolver o game, e mais três para fazer os ajustes finais.

## Jogabilidade
A jogabilidade do Megamania se assemelha à do Astro Blaster, mas os inimigos, em vez de serem alienígenas ou naves espaciais, são vários objetos, como hambúrgueres, gravatas-borboleta e ferros de passar. O objetivo é derrubá-los antes que a barra de energia na parte inferior da tela se esgote, evitando os inimigos que se aproximam e seus próprios ataques de projéteis. Cada um dos inimigos voa em padrões selecionados e, assim que atinge a parte inferior da tela, eles reaparecem no topo até serem atingidos pelo jogador. A nave espacial do jogador, conforme descrição do próprio game, é um híbrido entre o USS Enterprise (NCC-1701) e Klingon Battlecruiser do universo Star Trek.

### Pontuação
O primeiro ciclo marca de 20 a 90 pontos em incrementos de 10 pontos a cada rodada para cada objeto derrotado; após o primeiro ciclo, todos os objetos destruídos recebem 90 pontos. Depois que uma onda é eliminada, o jogador obtém pontos de bônus iguais ao valor do objeto vezes o número de unidades de energia restantes.
Cada 10.000 pontos dá ao jogador uma vida extra; o jogador não pode ter mais de seis vidas extras em estoque por vez.
Se um jogador exceder uma pontuação de 999.999, o jogo termina.
Assim com a maioria dos jogos de Atari 2600 da Activision, qualquer um que pontuasse acima de 45.000 pontos poderia enviar à Activision uma imagem de sua tela e receber o emblema "Official Megamaniac".
Em 1987, um jovem de Santo André - SP, chamado Willian bateu o recorde mundial do jogo ao fazer 270.000 pontos. Todavia, três anos depois, foi facilmente superado por uma jovem da cidade vizinha, Eliane Pereira, de São Caetano do Sul - SP, que conquistou incríveis 999.999 pontos, sendo esta a pontuação máxima que fazia com que o jogo "congelasse" fazendo com que fosse necessário reiniciar o console. No mesmo ano, no bairro do Ipiranga, em São Paulo, Luciano Milici superou Eliane ao conquistar sucessivas vezes a marca dos 999.999 pontos.

## Recepção
A revista Video Magazine revisou a versão do Atari 8-bit family em 1984, descrevendo-a como "pouco diferente" em termos de jogabilidade da versão original do Atari 2600, mas enfatizando seus gráficos "visualmente aprimorados" que permitem aos jogadores "distinguir claramente o que cada onda de objetos representam".

## Prêmios e Indicações
| Ano  | Prêmio                  | Categoria                      | Resultado | Ref.  |
| ---- | ----------------------- | ------------------------------ | --------- | ----- |
| 1983 | 4th annual Arkie Awards | Most Humorous Home Arcade Game | Venceu    | [ 6 ] |